# Kalotaszentkirály
Kalotaszentkirály (románul Sâncraiu, németül Heilkönig/Sehngrall) falu, az azonos nevű község központja Romániában, Kolozs megyében. Egyike annak a 14 településnek, amely a megyében GMO-mentes régiót alakított.

## Fekvése
Bánffyhunyadtól 6 km-re délnyugatra, az Erdélyi Szigethegység vonulatai és dombjai (Bogdán-csúcs 1151 m, Kőhegy 1078 m, Dűlő-domb 917 m és Magura 754 m) által meghatározott Felszegi-medencében terül el, a Vigyázó-hegység vagy Kalota-havas (Vlegyásza) hegytől délkeletre. A település elődei a Kalota-patak két partján telepedtek le; a jobb parton található Zentelke, a bal parton pedig Szentkirály. 1968-ban egyesült a két falu, ma 1167 lélekszámú település.

## Nevének eredete
A honfoglaláskor a Kalota nemzetség telepedett le itt, melyről a patakot elnevezték. A Szentkirály nevet István király szentté avatása (1083) után vette fel, a Kalota előnevet pedig a patakról kapta.

## Története
Árpád-kori település, első okiratos említése 1288-ból származik, mikor Kun László király a gyerőmonostori Mikola családnak adományozza ezt a területet.
1337-ben Senkral néven említették, már ekkor egyházas hely volt, papját is említették, aki a pápai tizedjegyzék szerint ez évben két garas pápai tizedet fizetett.
1437-ben Zenthkyral néven írták az oklevelekben.
1482-ben Bak Tamás és Balog János birtoka volt.
1523-ből Kalota Zenthkyralnak több birtokosai is volt; így a Szentkirályi, Szentkirályi Csenkesz, Béli, Szentkirályi Radó családok is birtokosok voltak itt.
1554-ben Zentkyral Sebesvár tartozékai közé tartozott és a Bonchidai Bánffy Mihály birtoka volt, majd később a gyalui vártartomány faluja lett.
A középkorból fennmaradt helynevei: 1461, 1498-ból Málnabércz, Kalotavize.
1913-ból a Kolozs vármegyei Kalotaszentkirályhoz Ady-emlék is fűződik.
1910-ben 1046, többségben magyar lakosa volt, jelentős román kisebbséggel.
A trianoni békeszerződésig, majd a magyar közigazgatásba visszakerülve 1940 és 1944 között ismét Kolozs vármegye Bánffyhunyadi járásához tartozott. 1992-ben társközségeivel együtt 2053 lakosából 1498 magyar és 555 román volt.
1991-től minden év augusztusában nemzetközi tánctábort rendeznek itt.
Határában feküdtek a középkorban Hem és Hintelke faluk is, melyek az itt átvonuló hadak pusztításainak áldozatai lettek.

## Látnivalók
- A lakosság hagyományos életmódja, a népszokások, a népviselet, a hagyományos állattartás (bivaly).
- Református templom. A kőépület a 13. században épült csúcsíves stílusban, majd az idők folyamán többször is helyreállították. A tornyot 1762-ben építették, három harang található benne. Az orgonát Kolonics István építette 1876-ban. A szószék fölött elhelyezett koronát gróf Bánffy Miklós ajándékozta a templomnak, a papné székét pedig Jósika Sámuelné. Mennyezete 1848-ban leégett, újjáépítéskor csupán fehérre meszelték. A mostani kazettás mennyezetet 1994-ben az Illyés Közalapítvány támogatásával készítették. A 220 kazettát kalotaszegi motívumokkal díszítve festették.
- Az óvoda egy helyiségében Ady Endre-emlékkiállítás
- Ady-emlékszobor: a Kalota partján, az óvoda mellett állították annak emlékére, hogy a költő gyakran időzött itt.
- A falu 1991-óta megrendezett nyári tánctáborairól is nevezetes.
- Szent István-szobor (Diénes Attila alkotása).
- Hagyományőrző szoba.
- Szüreti mulatság minden év október elején.
- Csipkebogyó-fesztivál

## Képek

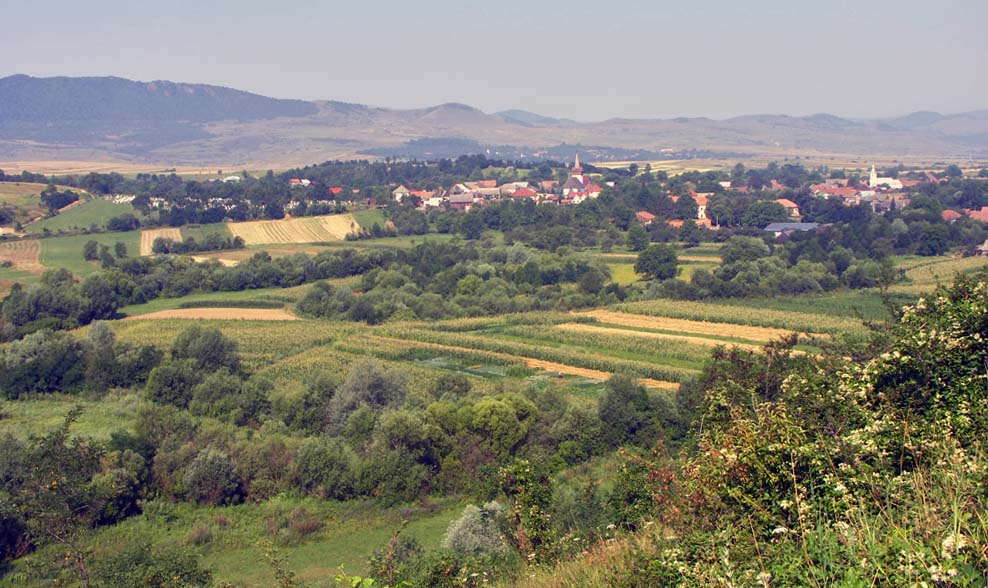
A falu panorámája
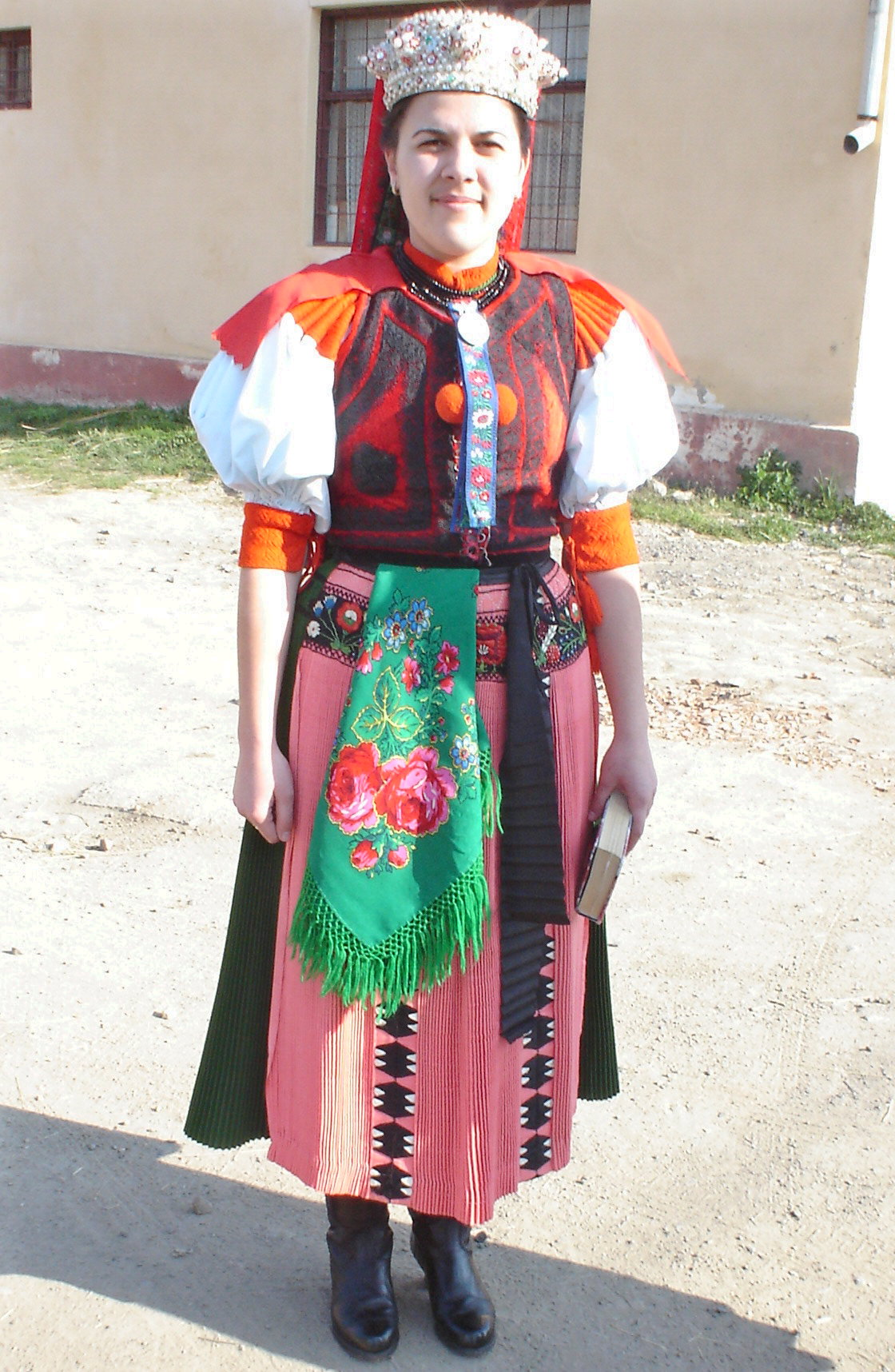
Kalotaszentkirályi lány
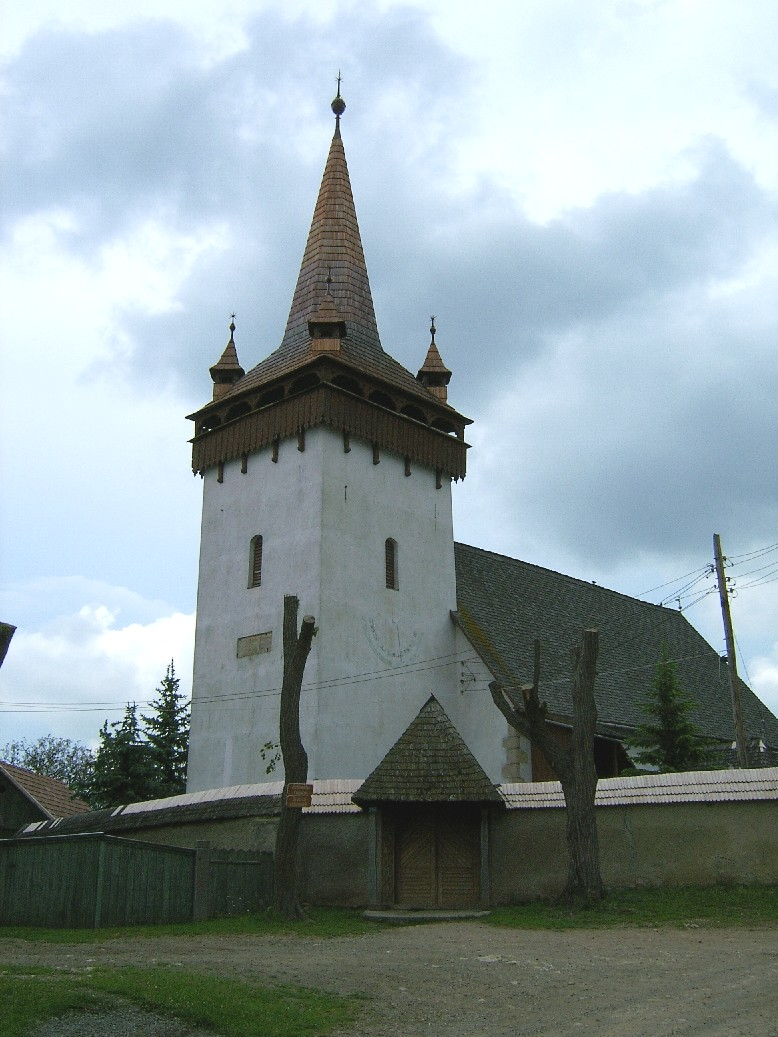
Kalotaszentkirály református temploma
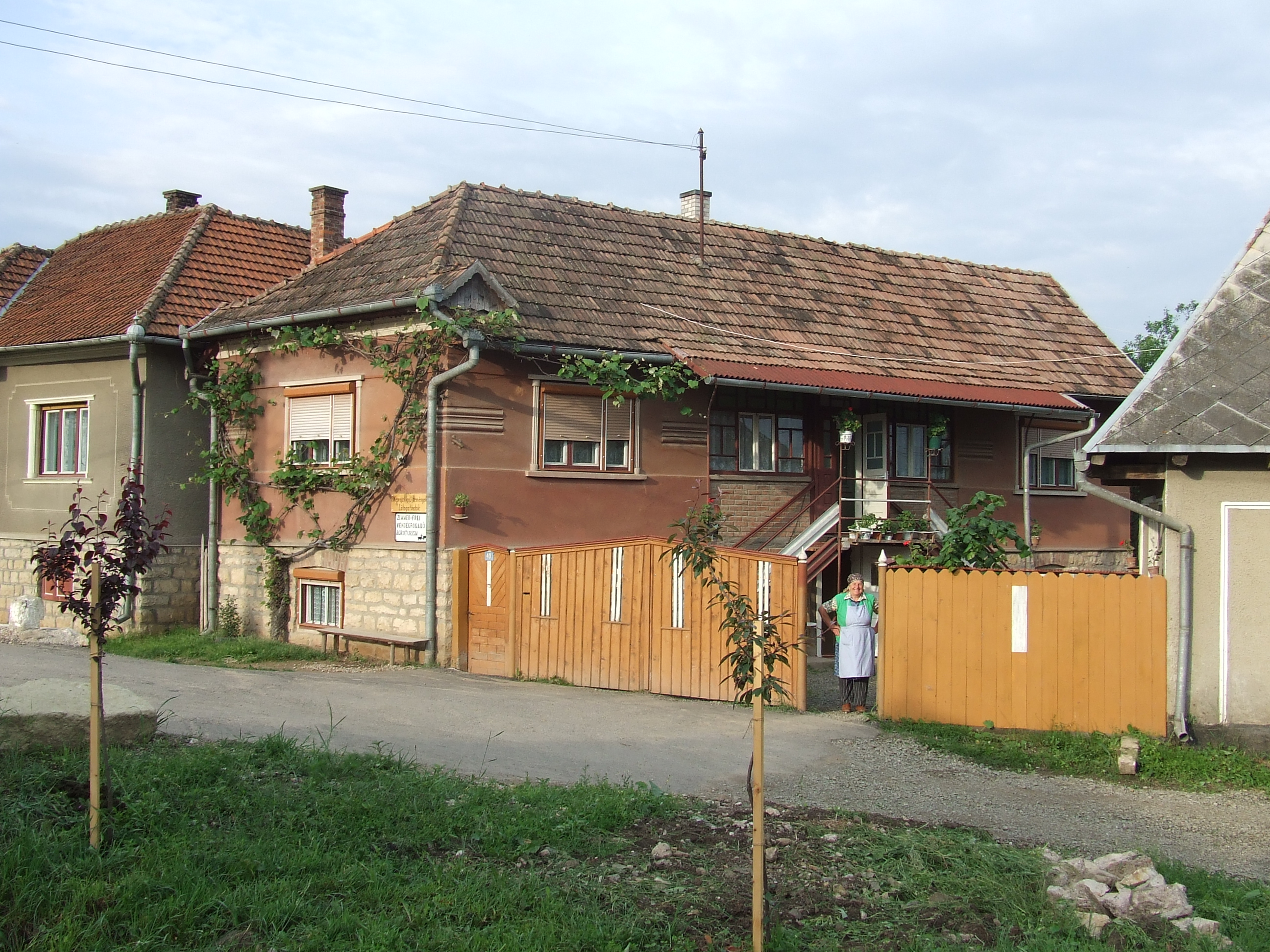
Kalotaszentkirályi ház
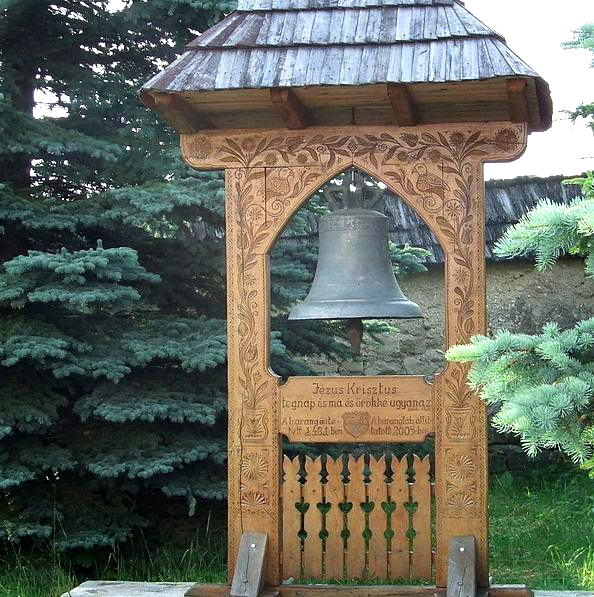
Mátyás-harang a templom kertjében
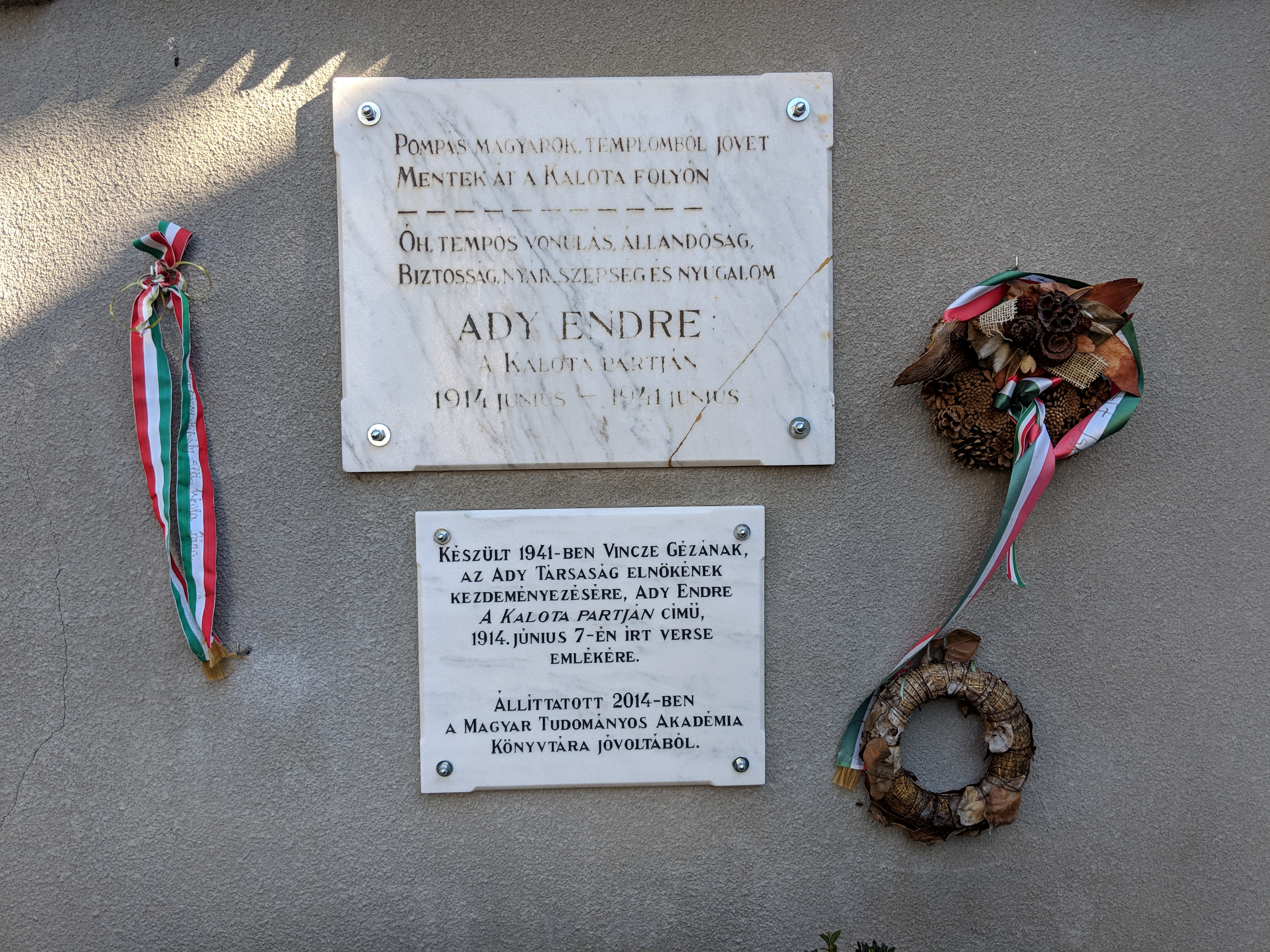
Ady-emléktábla a templomkert falán

## Híres szülöttei
- Vincze Géza (Kalotaszentkirály, 1889. április 12. – Budapest, 1964. június 3.) filológus, irodalomtörténész
- Vincze Imre (Kalotaszentkirály, 1891. október 22. – Kocs, 1979. december 20.) kántortanító, akadémikus rektor

## Testvérvárosa
- Szeghalom, Magyarország (1994)
- Kunadacs, Magyarország (2009)